# Qairat Sarybai

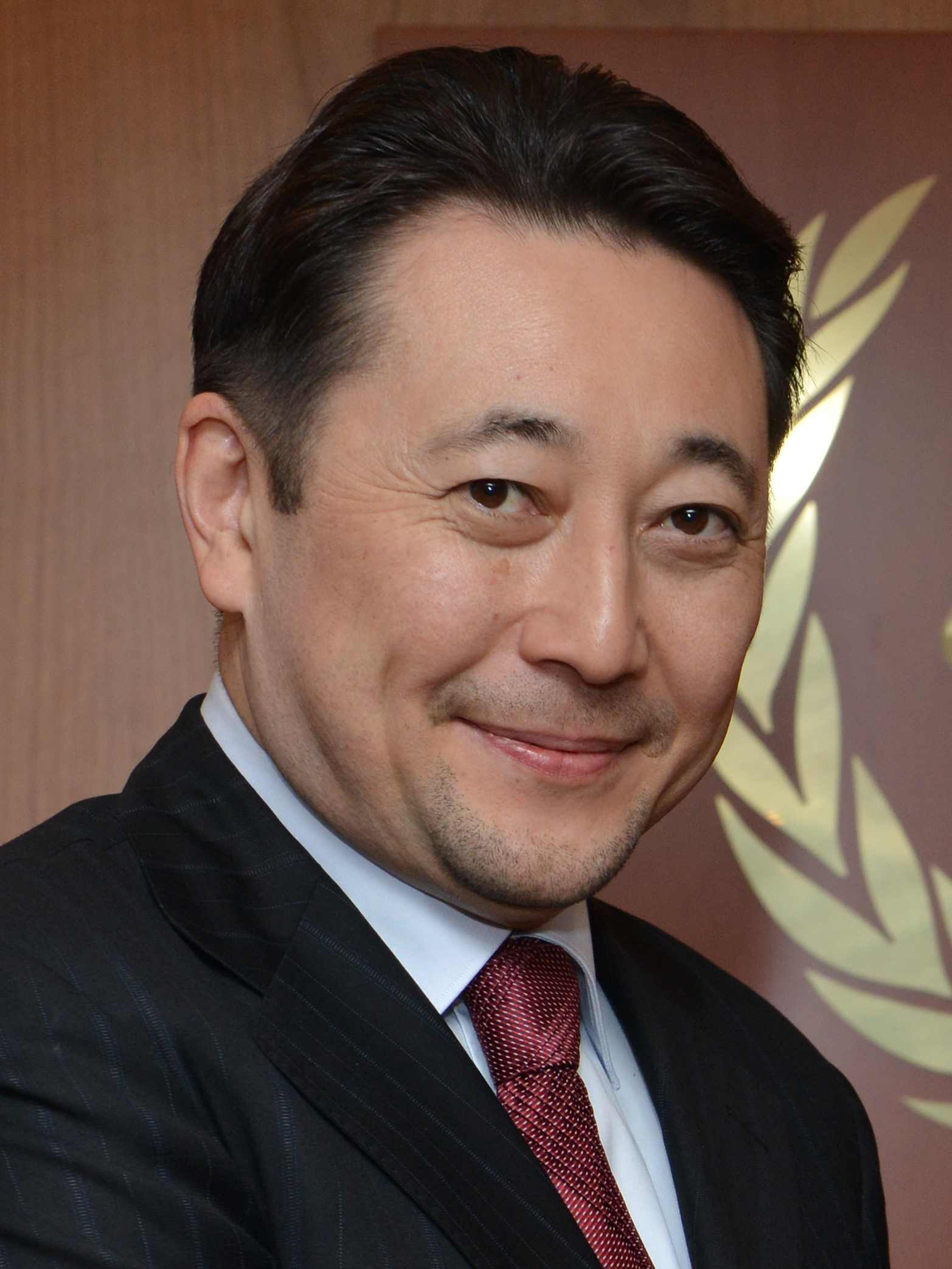
Qairat Sarybai (2014)

Qairat Schorauly Sarybai (kasachisch Қайрат Шораұлы Сарыбай, russisch Кайрат Шораевич Сарыбай Kairat Schorajewitsch Sarybai; * 8. Juni 1966 in Alma-Ata, Kasachische SSR, Sowjetunion) ist ein kasachischer Diplomat und Politiker. Er ist Generalsekretär der Konferenz über Interaktion und vertrauensbildende Maßnahmen in Asien. Zuvor war er Botschafter in der Türkei, Deutschland, Österreich und Slowenien und Ständiger Vertreter bei den Vereinten Nationen in Wien. 

## Biografie
Sarybai beendete 1988 ein Studium in Sprachwissenschaft und Orientalistik an der Staatlichen Universität Leningrad. Anschließend arbeitete er am Institut für Orientalistik der Akademie der Wissenschaften der Kasachischen SSR. Nach der Unabhängigkeit Kasachstans war er im Außenministerium des Landes und an der kasachischen Botschaft in Ankara tätig. Von 1996 bis 1997 war er Leiter des Protokollservices des Präsidenten sowie von 1997 bis 1998 dessen Pressesprecher.
Zwischen 1998 und 1999 war Qairat Sarybai stellvertretender Außenminister seines Landes. 1999 kehrte Sarybai in den diplomatischen Dienst zurück und wurde zum kasachischen Botschafter in der Türkei berufen. Nach vier Jahren als Diplomat in Ankara wurde er 2003 neuer Botschafter Kasachstans in Deutschland. Von 2007 bis 2008 bekleidete er erneut den Posten des stellvertretenden Außenministers und Koordinators für die Beziehungen zur Europäischen Union. Anschließend war er Mitarbeiter des kasachischen Präsidenten Nursultan Nasarbajew und von 2010 an erneut stellvertretender Außenminister. Ab dem 4. Februar 2014 war Sarybai kasachischer Botschafter in Österreich und Ständiger Vertreter Kasachstans bei den Vereinten Nationen in Wien. Außerdem war er Botschafter in Slowenien. Diese Positionen hatte er bis 2020 inne.
Ab dem 1. Oktober 2020 war er Exekutivdirektor des Sekretariats der Konferenz über Interaktion und vertrauensbildende Maßnahmen in Asien. Seit dem 13. Oktober 2022 ist er deren Generalsekretär.
Seit 2009 ist er Mitglied der Partei Nur Otan bzw. Amanat.
Sarybai ist verheiratet und hat vier Kinder. Neben seiner Muttersprache Kasachisch spricht er auch Deutsch, Englisch, Russisch und Türkisch.

## Auszeichnungen
- Großes Verdienstkreuz (2007)[3]